# منتخب قبرص لكرة القدم للسيدات
منتخب قبرص الوطني لكرة القدم للسيدات (بالتركية: Kıbrıs Cumhuriyeti kadın millî futbol takımı)‏ هو ممثل قبرص الرسمي في المنافسات الدولية في كرة القدم في فئة كرة قدم نسائية.

## سجل كأس العالم
| نهائيات كأس العالم | نهائيات كأس العالم | نهائيات كأس العالم | نهائيات كأس العالم | نهائيات كأس العالم | نهائيات كأس العالم | نهائيات كأس العالم | نهائيات كأس العالم | نهائيات كأس العالم | نهائيات كأس العالم |
| السنة              | النتيجة            | لعب                | فاز                | تعادل*             | خسر                | له                 | عليه               | فرق                |                    |
| ------------------ | ------------------ | ------------------ | ------------------ | ------------------ | ------------------ | ------------------ | ------------------ | ------------------ | ------------------ |
| 1991               | لم يشارك           | -                  | -                  | -                  | -                  | -                  | -                  | -                  |                    |
| 1995               | لم يشارك           | -                  | -                  | -                  | -                  | -                  | -                  | -                  |                    |
| 1999               | لم يشارك           | -                  | -                  | -                  | -                  | -                  | -                  | -                  |                    |
| 2003               | لم يشارك           | -                  | -                  | -                  | -                  | -                  | -                  | -                  |                    |
| 2007               | لم يشارك           | -                  | -                  | -                  | -                  | -                  | -                  | -                  |                    |
| 2011               | لم يشارك           | -                  | -                  | -                  | -                  | -                  | -                  | -                  |                    |
| 2015               | لم يشارك           | -                  | -                  | -                  | -                  | -                  | -                  | -                  |                    |
| 2019               | لم يشارك           | -                  | -                  | -                  | -                  | -                  | -                  | -                  |                    |
| الاجمالي           | 0/8                | -                  | -                  | -                  | -                  | -                  | -                  | -                  |                    |

*تشمل التعادلات مباريات خروج المغلوب التي تم تحديدها في ركلات الجزاء.